# Charles Piard
Pour les articles homonymes, voir Piard.
Charles Piard, né Charles Louis Augustin Piard à Paris 11e le 14 décembre 1883 et décédé à Paris 14e le 17 avril 1943, est un coureur cycliste français.
Il naît au domicile parental au 55 rue du Faubourg Saint-Antoine de Charles Ernest François Piard (21 ans, marchand de meubles) et d'Emilie Félicité Levilain (18 ans, sans profession). il sera leur unique enfant. (Emilie) Félicité décèdera en octobre 1941 et sera inhumée à Paris au cimetière du Père Lachaise.  
Il épouse le 2 août 1922 à Verneuil (Eure) Berthe (Marthe, Yvonne, Cornélie) Vanpeene, née le 16 octobre 1891 à Steenvorde dans les Flandres françaises. Yvonne (son nom usuel) meurt le 10 Mai 1982 à l'âge de 90 ans à Saint-Mandé (94 Val-de-Marne). Ils auront une fille Jacqueline (Yvonne, Marie) Piard née le 16 janvier 1924 à Paris 14ème et décédée le 18 octobre 2015 à Saint-Mandé.
Après une carrière de coureur cycliste, Charles Piard a plusieurs occupations (magasin de cycles, hotellerie, etc.). Il réside rue de l'alouette à Saint-Mandé (alors département de la Seine, aujourd'hui département du Val-de-Marne)
Il se donne la mort le 17 avril 1943 à l'âge de 59 ans.

## Palmarès
- 1901
  - Grand Prix de Paris amateurs
- 1902
  -  Champion du monde de vitesse amateurs
  -  Champion de France de vitesse amateurs
  - Grand Prix de Paris amateurs
- 1903
  - 3e du Grand Prix de l'UVF
- 1904
  - 2e du championnat de France de vitesse
  - 2e du Grand Prix de l'UVF
- 1905
  - Grand Prix de Rome